# Río Torán
El río Torán es un río que discurre por el Valle de Arán en el norte de la provincia de Lérida, es afluente del río Garona.
El río Torán discurre por el Valle de Torán, valle situado en el municipio de Caneján. Desemboca en el río Garona dentro del Valle de Arán, cerca de la frontera francesa en el departamento del Alto Garona. Antes de llegar a su desembocadura, se encuentra con la presa de San Juan de Torán con una superficie de 1 ha.